# Niederwönkhausen
Niederwönkhausen ist eine Hofschaft in Radevormwald im Oberbergischen Kreis im nordrhein-westfälischen Regierungsbezirk Köln in Deutschland.

## Lage und Beschreibung

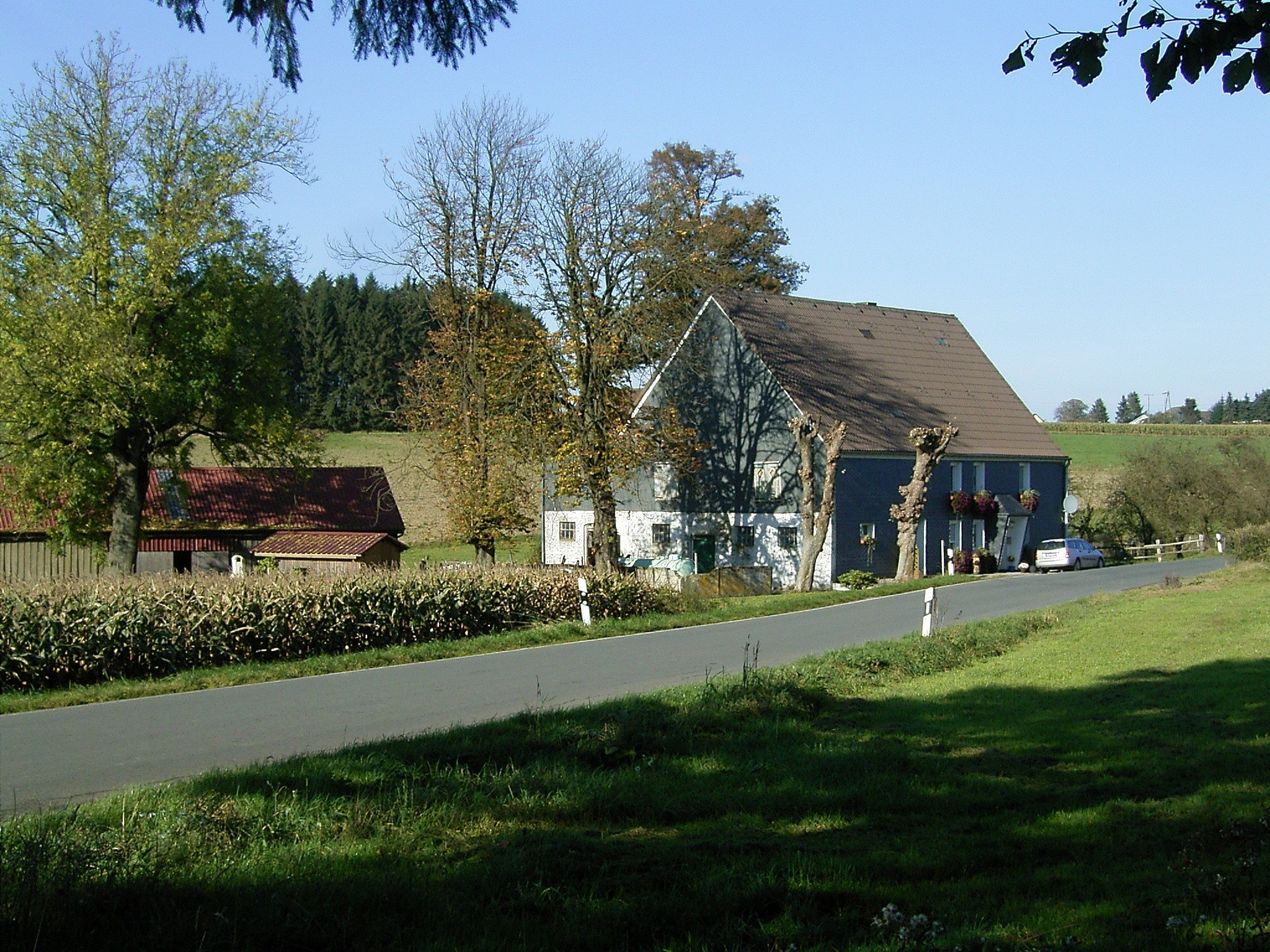
Die Hofschaft Niederwönkhausen

Die Hofschaft liegt im Norden des Stadtgebiets an der Kreisstraße 7. Die Nachbarorte sind Wönkhausen, Plumbeck, Vor der Mark und Milspe.
Nördlich von Niederwönkhausen entspringt ein Nebengewässer des in die Heilenbecketalsperre mündenden Baches Heilenbecke, der im Oberlauf auch Lambecke genannt wird.
Politisch wird die Hofschaft durch den Direktkandidaten des Wahlbezirks 170 im Rat der Stadt Radevormwald vertreten.

## Geschichte
1715 ist Niederwönkhausen auf der historischen Karte Topographia Ducatus Montani eingezeichnet. Die Ortsbezeichnung lautet „n. Winckhusen“.